# Curro Torres
Cristóbal Emilio Torres Ruiz(Ahlen, 1976. december 27. –) spanyol labdarúgó. Ismertebb nevén Curro Torres. Jelenleg a Murcia csapatában játszik, kölcsönben a Valencia csapatától. 2001-ben debütált a válogatottban, és a 2002-es vb-n is a keret tagja volt.
Curro Torres pályafutását a Gramenet csapatában kezdte, mielőtt 1997-ben a Valencia csapatához szerződött volna. Torres egy ideig a B-csapatban játszott, amíg 1999-ben kölcsön nem adták a Recreativo, majd 2000-ben a Tenerife együtteséhez. Itt a későbbi Liverpool-edző, Rafa Benítez trenírozta a gárdát, és olyan játékosok voltak Torres játékostársai, mint Mista és Luis García, akikkel sikerült feljutniuk a Segunda Divisiónból a legmagasabb osztályba 2001-ben. Ezután visszatért a Valenciába, ahol Benítez ismét bizalmat szavazott neki, és itt részese volt egy bajnoki aranyéremnek és egy UEFA-kupa-győzelemnek.

## Eredményei
Spanyol bajnok:1
2001–2002
Király-Kupa győztes:1
1999